# Ingalls (Indiana)
Ingalls – miasto w Stanach Zjednoczonych, w stanie Indiana, w hrabstwie Madison.